# Flamarion
Flamarion Jovinho Filho (ur. 30 lipca 1996) – brazylijski piłkarz występujący na pozycji napastnika w klubie Valenciennes FC. Wychowanek SE Palmeiras. W swojej karierze grał także w FK Lovćen, Dinamie Batumi i Rotorze Wołgograd.

## Sukcesy

### Klubowe
Dinamo Batumi
- Mistrzostwo Gruzji: 2021
- Wicemistrzostwo Gruzji: 2019
- Zdobywca Superpucharu Gruzji: 2022